# Marathon van Honolulu 2002
De marathon van Honolulu 2002 vond plaats op 8 december 2002 in Honolulu. Het was de 30e editie van deze marathon. Bij de mannen won de Keniaan Mbarak Hussein in 2:12.29 en bij de vrouwen was de Russische Svetlana Zacharova het snelste in 2:29.08.
In totaal finishten er 26.382 marathonlopers, waarvan 14.377 mannen en 12.005 vrouwen.

## Uitslagen

### Mannen
| rang   | naam                 | land | tijd    |
| ------ | -------------------- | ---- | ------- |
| Goud   | Mbarak Hussein       | KEN  | 2:12.29 |
| Zilver | Jimmy Muindi         | KEN  | 2:12.33 |
| Brons  | Ondoro Osoro         | KEN  | 2:15.23 |
| 4      | David Mutua          | KEN  | 2:17.28 |
| 5      | Francis Robert Naali | TAN  | 2:18.47 |
| 6      | Bernard Kangogo      | KEN  | 2:24.31 |
| 7      | Belaye Wolashe       | ETH  | 2:28.42 |
| 9      | Masakazu Noda        | JPN  | 2:30.48 |
| 10     | Keiji Negishi        | JPN  | 2:32.15 |

### Vrouwen
| rang   | naam               | land | tijd    |
| ------ | ------------------ | ---- | ------- |
| Goud   | Svetlana Zacharova | RUS  | 2:29.08 |
| Zilver | Albina Mayorova    | RUS  | 2:29.53 |
| Brons  | Alevtina Ivanova   | RUS  | 2:31.12 |
| 4      | Eri Hayakawa       | JPN  | 2:32.42 |
| 5      | Irina Bogacheva    | KGZ  | 2:33.35 |
| 6      | Chihiro Tanaka     | JPN  | 2:35.44 |
| 7      | Hellen Kimutai     | KEN  | 2:36.29 |
| 8      | Franca Fiacconi    | ITA  | 2:40.53 |
| 9      | Sylvia Skvortsova  | RUS  | 2:42.49 |
| 10     | Tatyana Aryasova   | RUS  | 2:44.42 |

1973 ·
1974 ·
1975 ·
1976 ·
1977 ·
1978 ·
1979 ·
1980 ·
1981 ·
1982 ·
1983 ·
1984 ·
1985 ·
1986 ·
1987 ·
1988 ·
1989 ·
1990 ·
1991 ·
1992 ·
1993 ·
1994 ·
1995 ·
1996 ·
1997 ·
1998 ·
1999 ·
2000 ·
2001 ·
2002 ·
2003 ·
2004 ·
2005 ·
2006 ·
2007 ·
2008 ·
2009 ·
2010 ·
2011 · 
2012 · 
2013 ·  
2014 ·  
2015 ·  
2016 ·  
2017